# Randall County
Randall County je okres ve státě Texas v USA. K roku 2010 zde žilo 120 725 obyvatel. Správním městem okresu je Canyon. Celková rozloha okresu činí 2 388 km².